# Physa
Genre
Physa est un genre d'escargots de la famille des Physidae.

## Liste des espèces
- Physa columbiana (Hemphill, 1890)
- Physa concolor
- Physa fontinalis
- Physa gyrina (Say, 1821)
- Physa heterostropha (Say, 1817)
- Physa hordacea (I. Lea, 1864)
- Physa integra (Haldeman, 1841)
- Physa jennessi Dall, 1919
- Physa lordi (Baird, 1863)
- Physa marmorata Guilding 1828
- Physa megalochlamys Taylor, 1988
- Physa natricina Taylor, 1988
- Physa nuttalli
- Physa propingua (Tryon, 1865)
- Physa pumilia Conrad, 1834
- Physa siberica Westerlund, 1876
- Physa skinneri Taylor, 1954
- Physa vernalis Taylor et Jokinen, 1984